# Hoogheemraadschap van de Lekdijk Bovendams
Het Hoogheemraadschap van de Lekdijk Bovendams was een waterschap in de provincie Utrecht. Het werd gesticht in 1323 door Jan van Diest, bisschop van Utrecht. Doel was om de dijk langs de noordzijde van de Lek te onderhouden en zo overstromingen van het achterland te voorkomen, van de dam bij het Klaphek tot Amerongen. Dit stuk dijk had een lengte van zo'n 32 kilometer. De kosten hiervoor werden gedragen door de bewoners van het door de dijk beschermde achterland. In 1879 vestigde het bestuur van het Hoogheemraadschap zich aan de Keistraat in Utrecht.
Een tegenhanger was het Hoogheemraadschap van de Lekdijk Benedendams, dat zorg droeg voor het stroomafwaarts gelegen Utrechtse gedeelte van de Lekdijk, tussen Schoonhoven en Klaphek.
Op 1 januari 1971 ging het Hoogheemraadschap van de Lekdijk Bovendams op in het Waterschap Kromme Rijn.

## Trivia
Hoogheemraadschap Lekdijk Bovendams heeft vanaf eind 16e eeuw eeuwigdurende obligaties uitgegeven waarop de rechtsopvolger, Hoogheemraadschap De Stichtse Rijnlanden, nog steeds rente uitbetaalt. Dat gebeurde onder meer bij dijkdoorbraken, wanneer er veel geld nodig was voor herstel van de dijk. De oudste eeuwigdurende obligatie waarop De Stichtse Rijnlanden nog steeds rente uitbetaalt is die van 1624. Op 1 januari van dat jaar brak de Lekdijk door bij Tull en 't Waal. Deze eeuwigdurende obligatie is de oudste ter wereld waarop nog steeds rente wordt uitbetaald. Uitbetaling vindt plaats aan toonder. De Stichtse Rijnlanden betaalt nog op zeven eeuwigdurende obligaties geregeld rente uit. Een ervan is in het bezit van Yale University in de Verenigde Staten. Hierop wordt jaarlijks een rente betaald van 11,35 euro (voorheen 25 gulden).